# Guillaume Bottazzi
Guillaume Bottazzi (Lió, 25 de juliol de 1971) és un artista plàstic francès.
S'ha dedicat a l'art des dels 17 anys, ha viscut a Itàlia, França, Bèlgica, Japó i Estats Units i des de 1992 realitza obres en llocs específics. Té més de 40 grans obres.

## Galeria

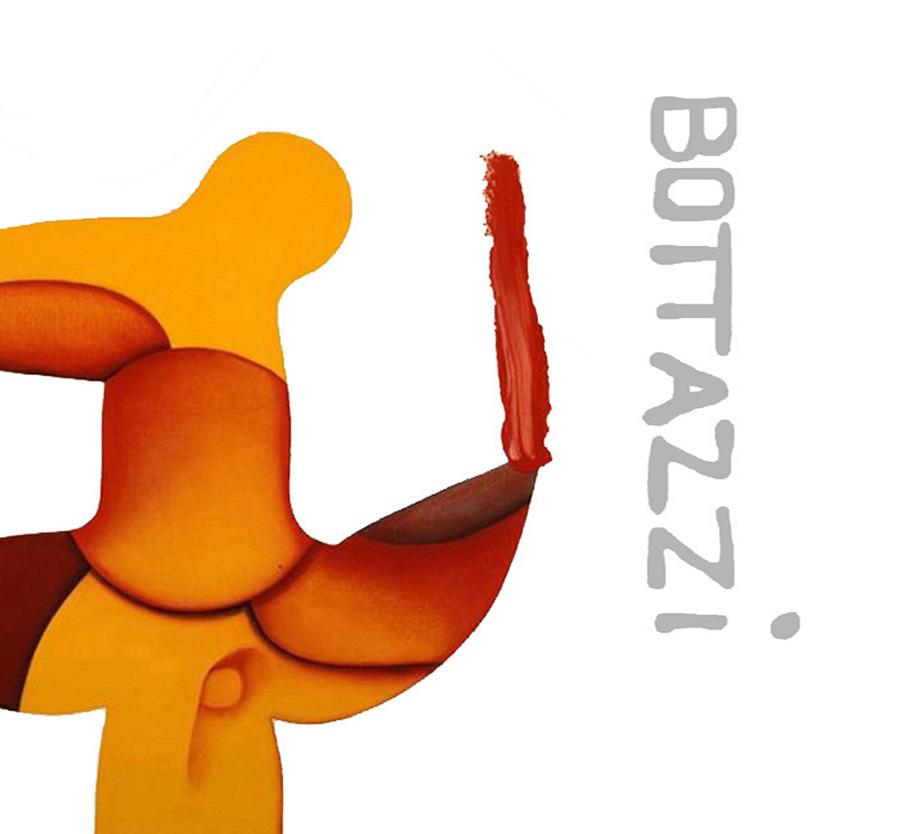
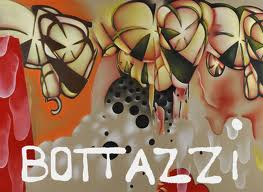
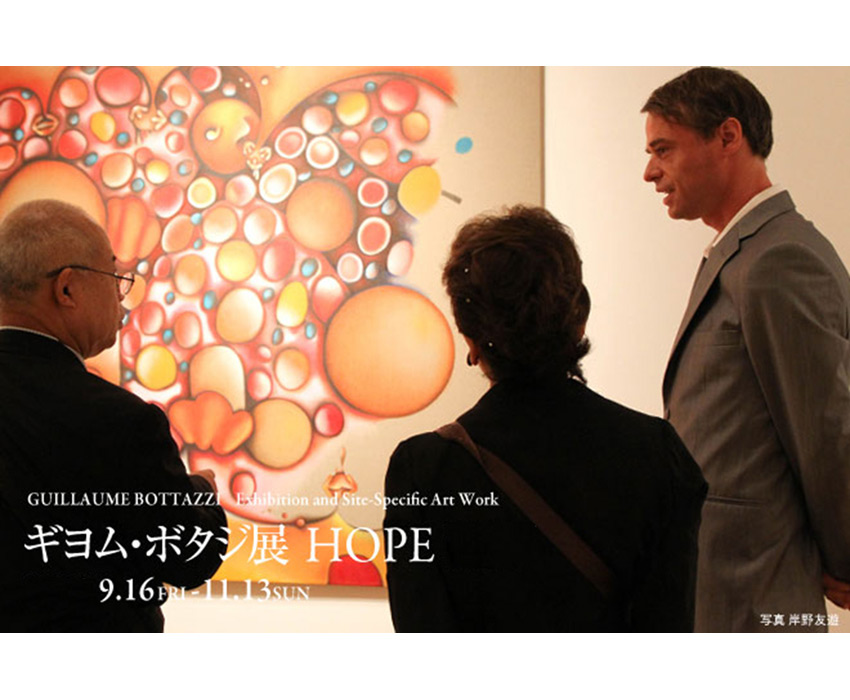
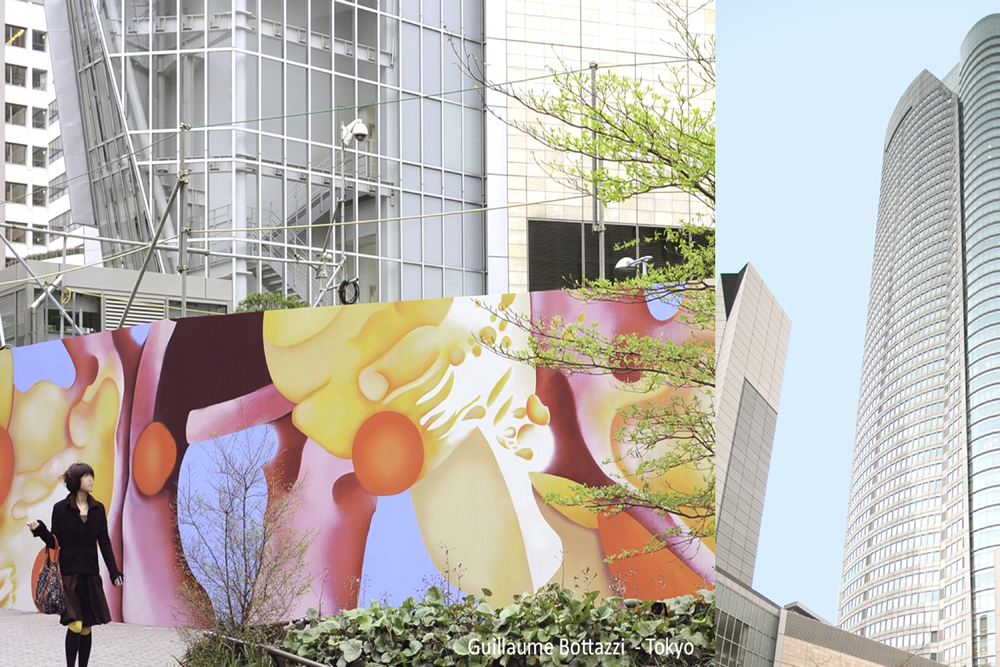
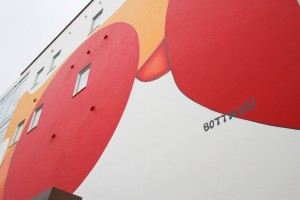
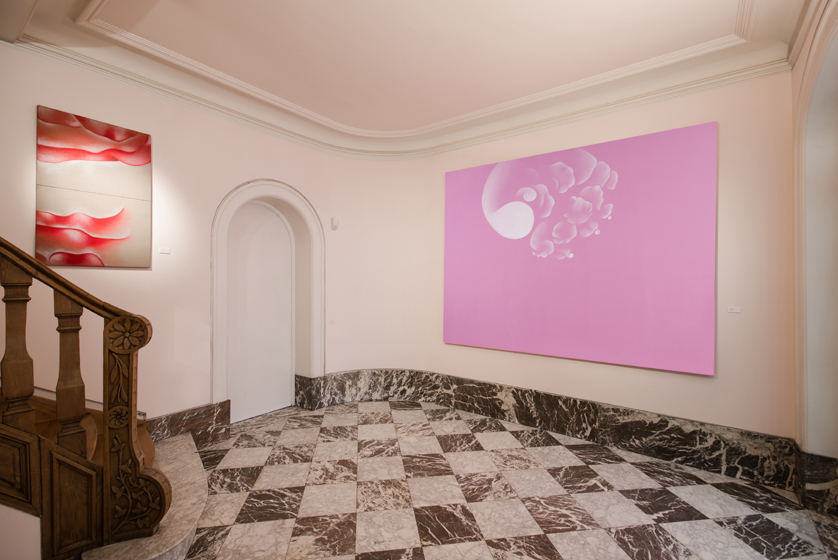
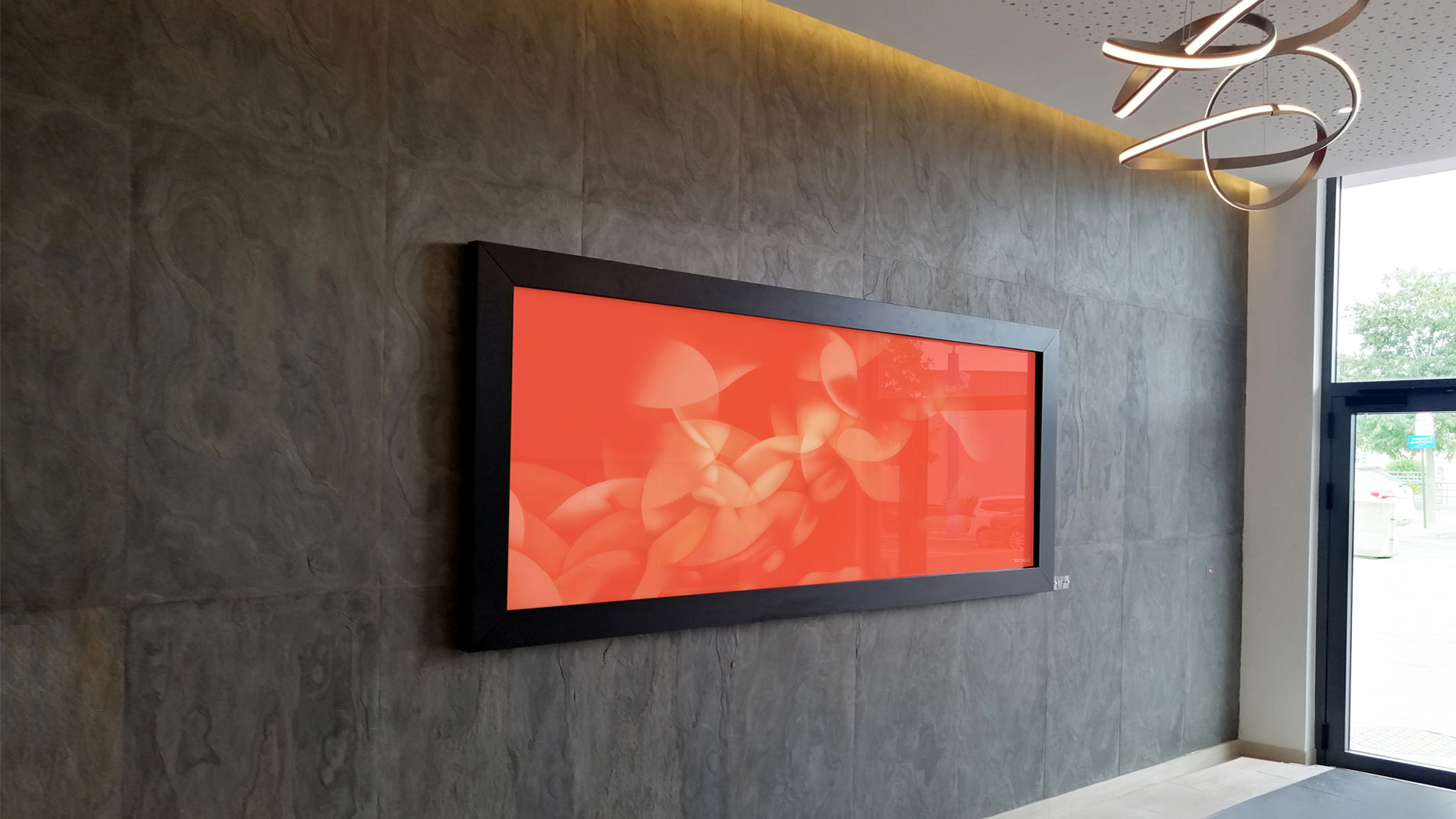
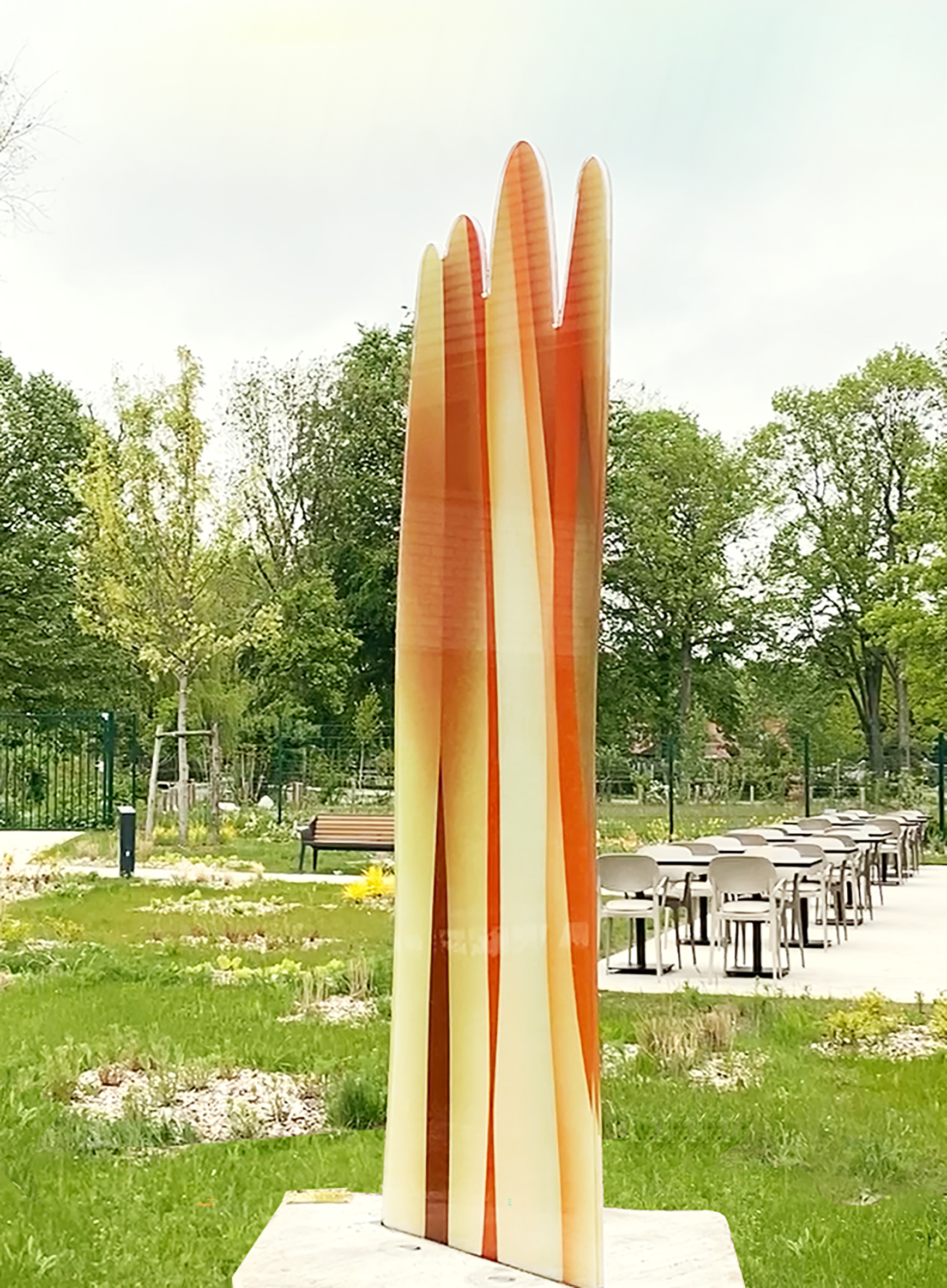
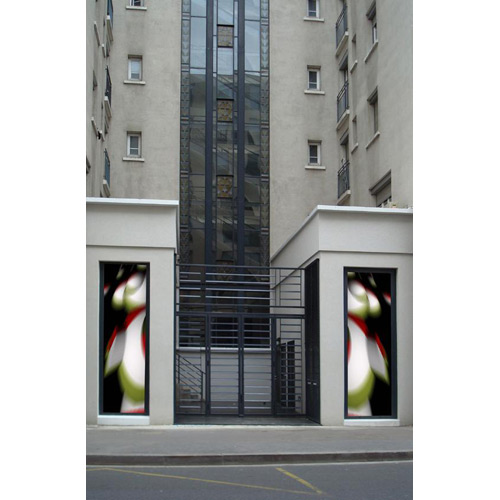
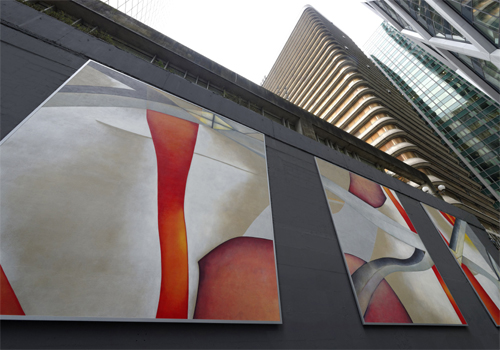
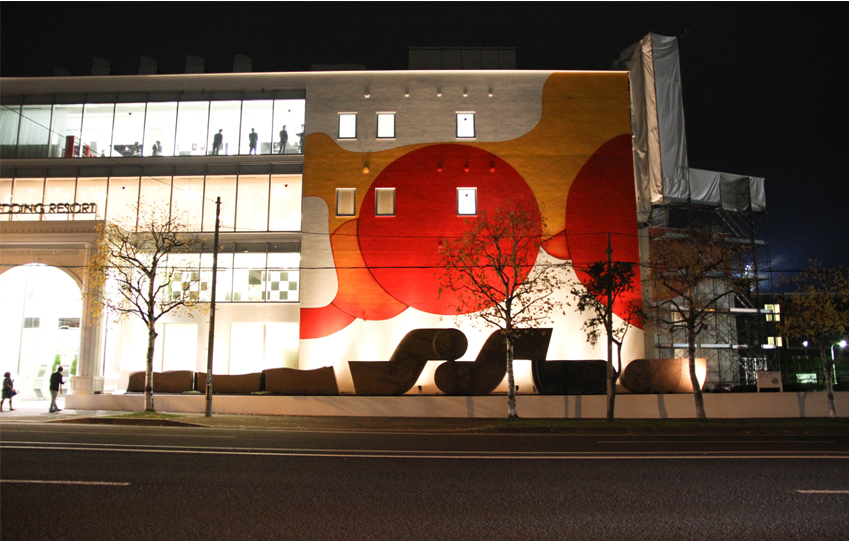
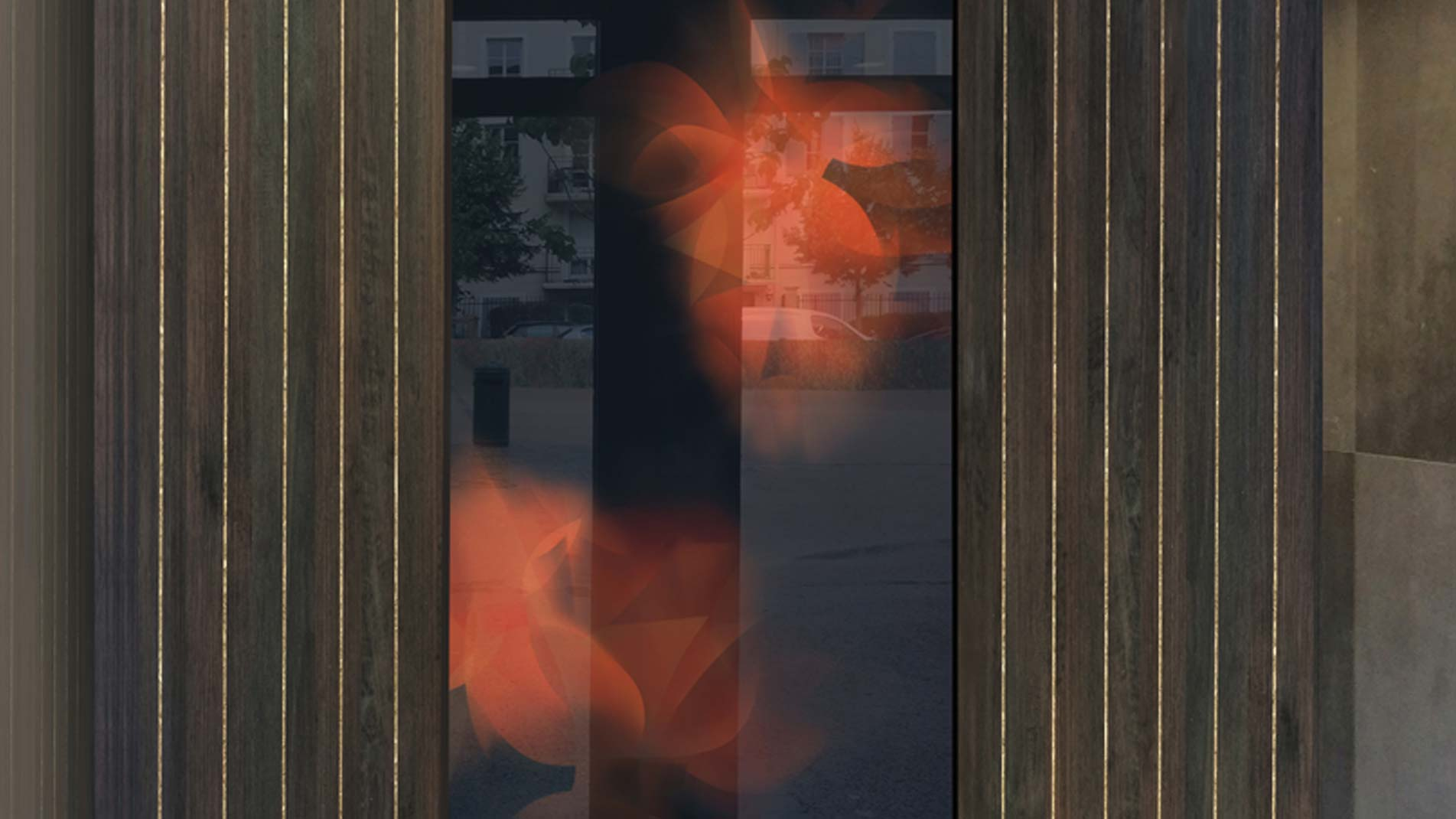
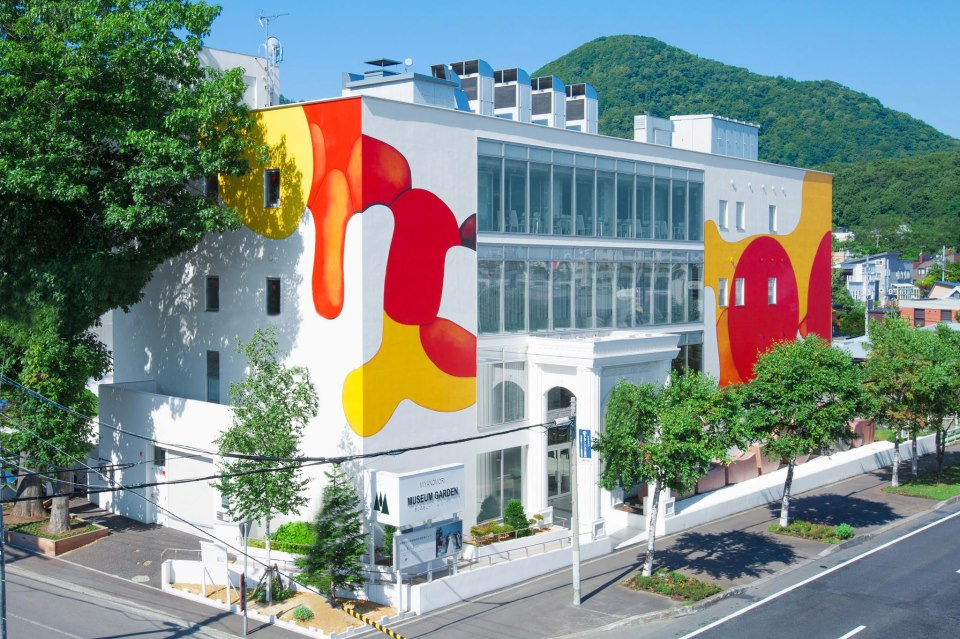
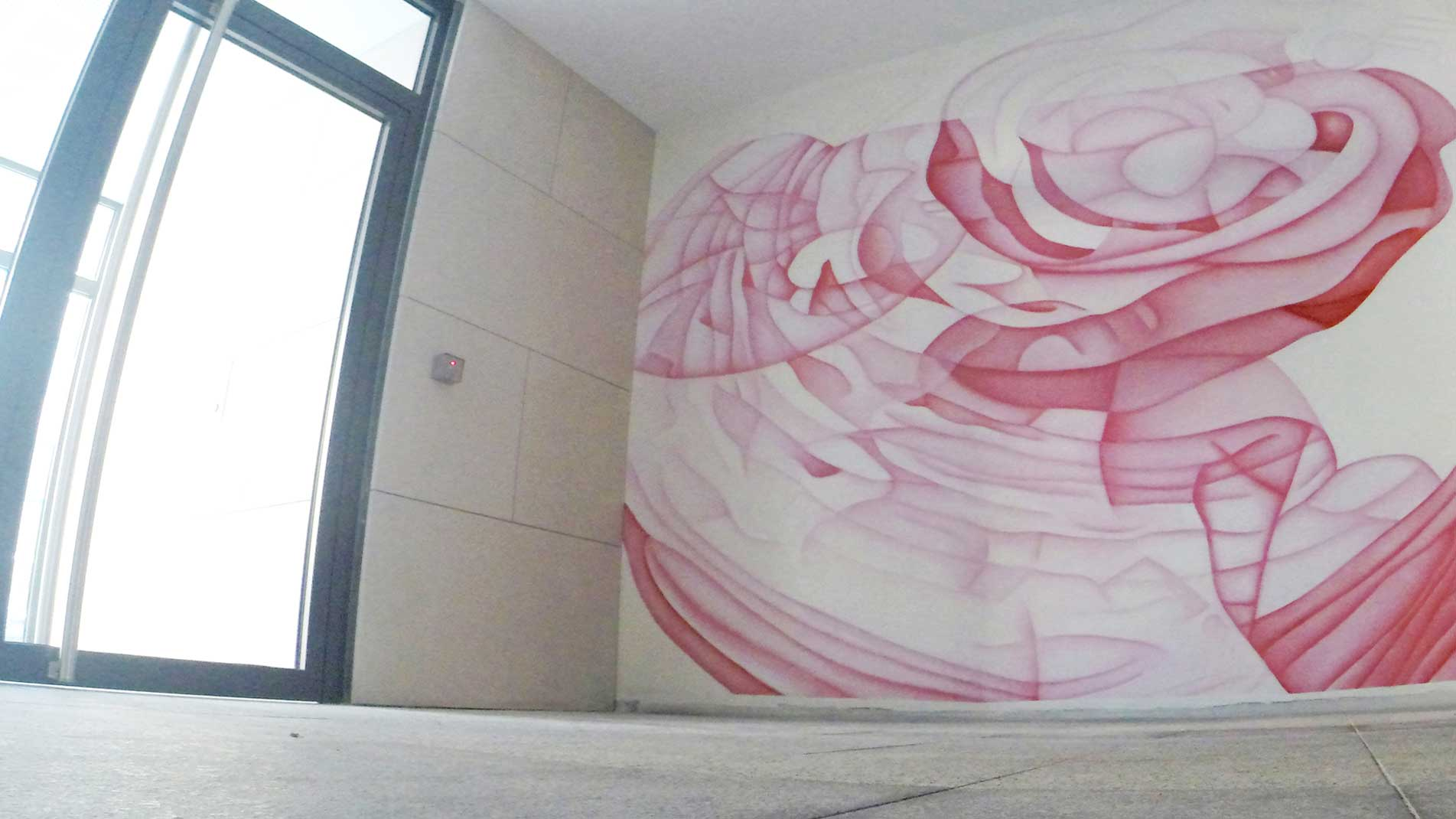
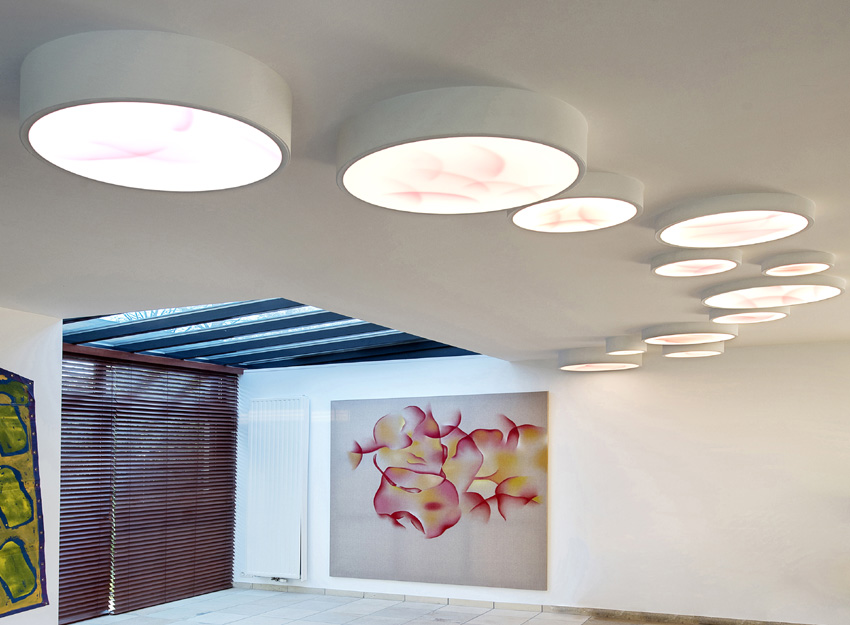
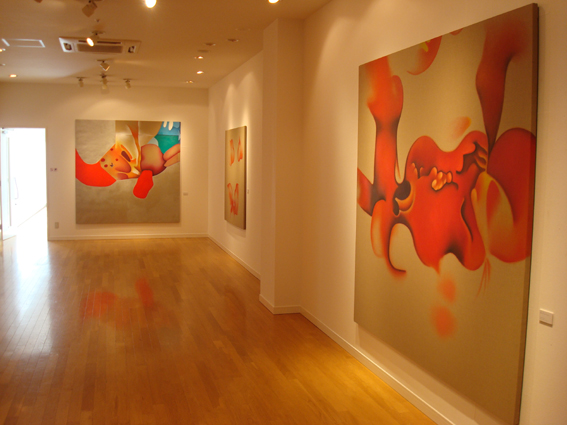
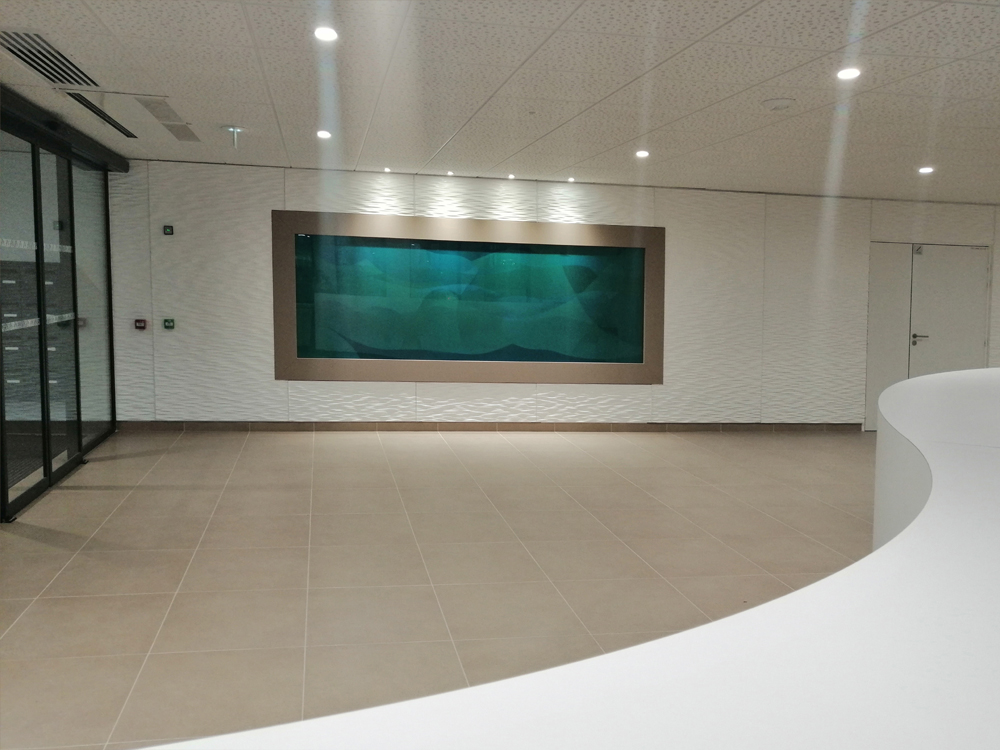